# Selamat (Telanaipura)
Selamat is een bestuurslaag in het regentschap Jambi van de provincie Jambi, Indonesië. Selamat telt 9257 inwoners (volkstelling 2010).